# リング・オブ・ガンダム
『リング・オブ・ガンダム』（Ring of Gundam）は、サンライズのフルCGアニメ。アニメ作品『ガンダムシリーズ』の一つ。

## 概要
ガンダムシリーズ生誕30周年を記念して、生みの親である富野由悠季を総監督に迎え、サンライズとロボットが共同で制作した5分36秒の短編アニメーション作品である。2009年8月21日から東京ビッグサイトで開催された「GUNDAM BIG EXPO」で公開された。2009年9月7日から9月21日までGYAO!で無料配信も行われ、2015年に開催された第28回東京国際映画祭の特集企画「ガンダムとその世界」でも公開された。
フルCGアニメーションで、演じる俳優の動作や表情をトレースしてCG化するなど、ガンダムシリーズでは珍しい手法で制作された。
物語の全容は明かされておらず、主人公・エイジィが操るRX-78-2 ガンダムによく似たガンダムタイプのモビルスーツや、宇宙空間に浮遊する巨大なリングが登場する。また「アムロの遺産」というキーワードも明かされた。
なお、本作の名称はアニメ『∀ガンダム』の没タイトルでもある。
映像ソフトでは2010年7月23日に発売されたBlu-ray「機動戦士ガンダム30周年ドキュメンタリー メモリアルボックス」と2014年5月28日発売された『機動戦士ガンダム』劇場三部作のBlu-rayボックス初回限定生産版の特典Blu-rayに収録されている。

## 物語
時は一年戦争からはるかな未来。舞台は新世紀の地球圏。人類再生のための鍵となるリングとビューティ・メモリーを手に入れるのだが、ビューティ・メモリーはリングを発動させるにはアムロの遺産が必要だという。エイジィとユリアは遺産を起動させ、ビューティ・メモリーと接触する。

## 登場人物
- エイジィ - 川岡大次郎
- ビューティフル・メモリー - 小清水亜美
- ユリア - 平田裕香
- グレン - コング桑田

## 登場兵器
- アムロの遺産（ガンダム）
- 骸骨モビルスーツ
- 骸骨モビルスーツ（グレン機）

## スタッフ
- 製作：内田健二
- 企画：宮河恭夫
- 原作：矢立肇、富野由悠季
- 脚本：富野由悠季
- 音楽：菅野よう子
- プロデューサー：佐々木新、倉澤幹隆、河口佳高
- オリジナルガンダムデザイン：大河原邦男
- デザイン：安田朗、西村キヌ、剛田チーズ、早野海兵、藤田潔、山根公利
- 美術設定：池田繁美
- 絵コンテ：斧谷稔
- CGスーパーバイザー：西井育生
- アニメーション・スーパーバイザー：岡本稔
- 音響監督：鶴岡陽太
- タイトルデザイン：中谷ゆり
- エンディングイラスト：中村嘉宏
- 協力：ガンダム30周年プロジェクト
- Special Thanks To：本広克行
- 制作：サンライズ、ロボット
- 企画・製作：サンライズ
- 総監督：富野由悠季